# Грачёво-Кустская волость
Грачёво-Кустская во́лость — административно-территориальная единица, входившая в состав Николаевского уезда Самарской губернии.
Административный центр — село Грачёв Куст.
Население волости составляли преимущественно русские, православные.
В период до установления советской власти волость имела аппарат волостного правления, традиционный для таких административно-территориальных единиц Российской империи.
Согласно карте уездов Самарской губернии издания губернского земства 1912 года волость располагалась по обе стороны от реки Сестра и граничила на севере - с Канаевской и Тяглоозёрской волостями, на востоке - со Смоленской волостью, на юге и юго-западе - с Кузябаевской волостью, а западе - с Рахмановской и Клевенской волостями.
Территория бывшей волости является частью земель Перелюбского района Саратовской области (Россия).

## Состав волости
| Наименование                           | Население | Население | Население | Расстояние (вёрст) до: | Расстояние (вёрст) до: | Расстояние (вёрст) до: | Преобладающие национальности, вероисповедания | Современное состояние                          |   |                       |                                             |
| Наименование                           | 1889 год  | 1897 год  | 1910 год  | Самары                 | Николаевска            | Волостного правления   | Преобладающие национальности, вероисповедания | Современное состояние                          |   |                       |                                             |
| -------------------------------------- | --------- | --------- | --------- | ---------------------- | ---------------------- | ---------------------- | --------------------------------------------- | ---------------------------------------------- | - | --------------------- | ------------------------------------------- |
| село Аннин Верх                        | 1177      | 1208      | 1542      | Самары                 | Николаевска            | Волостного правления   | 142                                           | 70                                             | 5 | русские, православные | село, Перелюбский район Саратовская область |
| деревня Варваровка                     | 37        | 54        | 106       | 147                    | 66                     | 3                      | русские, православные                         | не существует                                  |   |                       |                                             |
| село Верхний Грачёв Куст               | 693       | 826       | 1192      | 145                    | 75                     | 0                      | русские, православные                         | не существует                                  |   |                       |                                             |
| село Грачёв Куст                       | 912       | 1134      | 1272      | 145                    | 75                     | 0                      | русские, православные                         | село, Перелюбский район Саратовская область    |   |                       |                                             |
| деревня Даниловка                      | 350       | 484       | 658       | 130                    | 80                     | 10                     | русские, православные                         | деревня, Перелюбский район Саратовская область |   |                       |                                             |
| село Смородинка                        | 913       | 1002      | 1361      | 150                    | 80                     | 5                      | русские и малороссы, православные             | село, Перелюбский район Саратовская область    |   |                       |                                             |
| деревня Шкотовка (Бурнаши, Бурнашевка) | 231       | 60        | 8         | 133                    | 75                     | 12                     | русские, православные                         | не существует                                  |   |                       |                                             |